# Raymond Passello
Raymond Passello (12 de janeiro de 1905 - 16 de março de 1987) foi um futebolista suíço. Ele competiu na Copa do Mundo FIFA de 1934, sediada na Itália, na qual a seleção de seu país terminou na sétima colocação dentre os 16 participantes.